# موتويب
موتويب بلدية في ولاية باهيا في المنطقة الشمالية الشرقية من البرازيل.